# Giulio Licinio
Giulio Licinio  dit Il romano, (Pordenone, v. 1527 -  Venise, ap. 1584 ou 1591) est un peintre italien maniériste de la Renaissance tardive. 

## Biographie

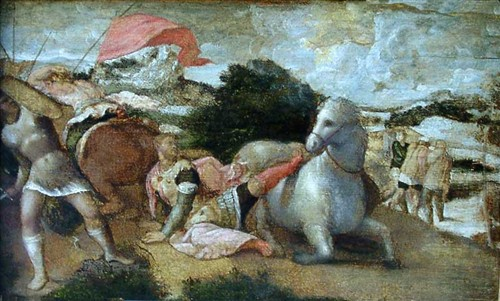
Conversion de saint Paul

Giulio Licinio fait partie d'une famille d'artistes. Il fait son apprentissage auprès du Pordenone et de son oncle Bernardino avec lequel il travaille comme assistant dans son atelier.
Il part un temps à Rome afin d'étudier les ouvrages des grands maîtres, ce qui lui vaudra le surnom de Il romano (le romain), afin de le distinguer des autres membres de sa famille.
De retour à Venise, en 1556 il concourt pour la décoration des plafonds ronds de la Biblioteca Marciana à Venise en concurrence avec Paul Véronèse et Andrea Schiavone. À cet effet, les artistes sont invités à présenter trois peintures chacun afin d'être évalués par le Titien et Sansovino. Giulio se voit attribuer par la commission la réalisation de trois compositions allégoriques : Vigilance et Patience, Gloire et Béatitude et les Actes vertueux.
En 1559 Giulio part de Venise et se rend à Augsburg où il est présent jusqu'en 1561. 
Dans les années 1570 et 1580 il réside de nouveau à Venise.
Son père Arrigo a été aussi un peintre tout comme son frère Gian Antonio et son autre oncle Fabio.

## Œuvres
- Conversion de saint Paul (huile sur bois 27.5 cm × 46 cm), collection privée.
- Pietà, cathédrale de Graz.
- Retable, église paroissiale de Lonno, Val Seriana, Lombardie.
- Vigilance et Patience et Gloire et Béatitude,  Bibliothèque Nationale Marciana, Venise.
- Actes vertueux,
- Nativité, église San Francesco, Manfredonia.
- Portrait de sybille romaine,